# Fort Owcza Góra

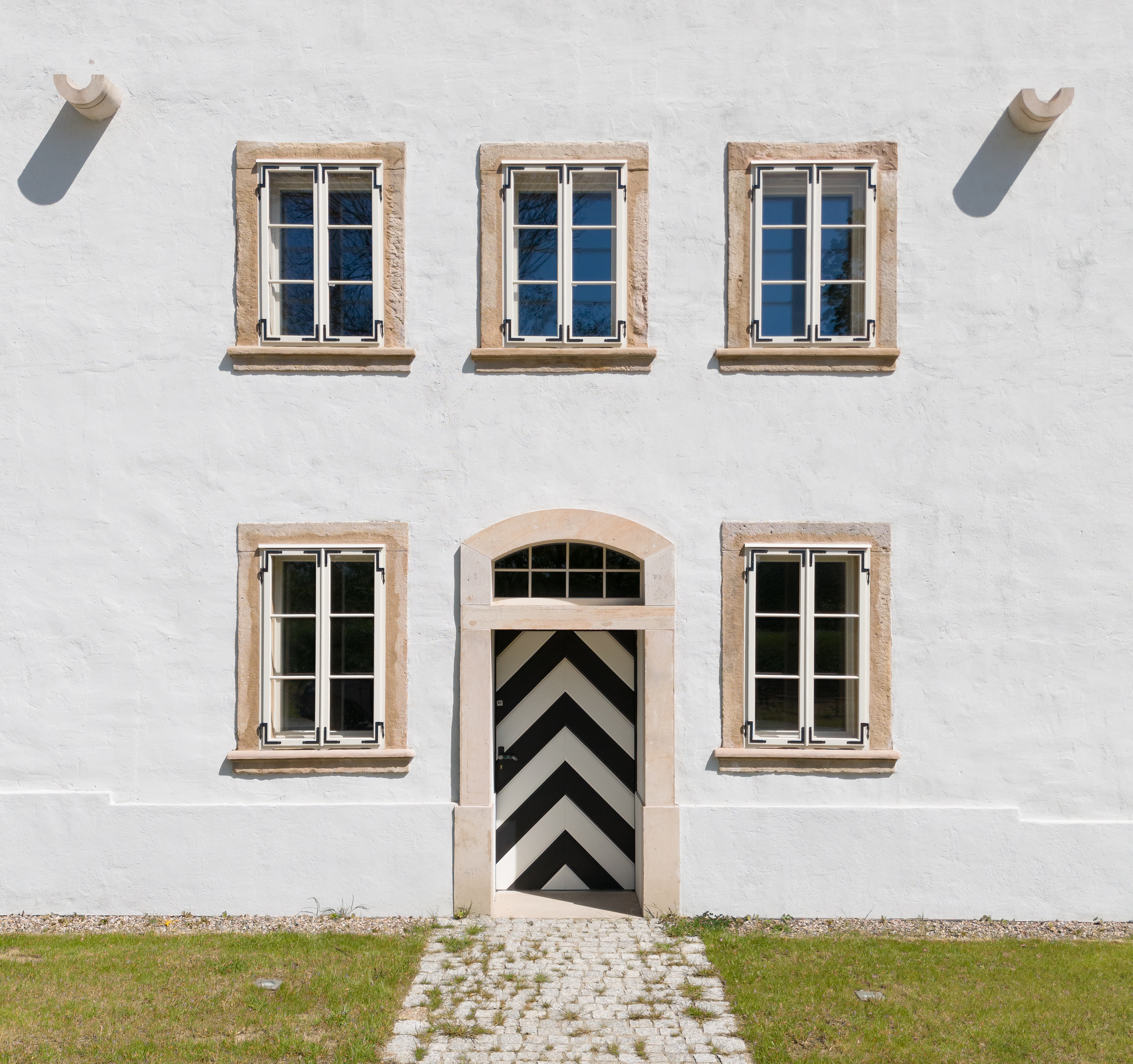
Fragment Koszar Białych

Fort Owcza Góra – oddalony fort pomocniczy Twierdzy Kłodzko, będący systemem obronnym z okresu XVII i XVIII wieku.

## Położenie
Fort położony jest w południowo-zachodniej Polsce, w północno-wschodniej części Kłodzka nad prawym brzegiem Nysy Kłodzkiej, na południowo-zachodnim zboczu Owczej Góry.

## Historia
W 1742 roku Twierdza Kłodzko została poddana przez Austriaków Prusakom. Ostatecznie Kłodzko znalazło się we władaniu Prusaków, którzy zajęli tereny hrabstwa kłodzkiego oraz Dolnego Śląska w konsekwencji wojny siedmioletniej. Plany Fryderyka II obejmowały umocnienie nowo zdobytych terenów poprzez budowę twierdz i warowni.
W tym okresie powstał też fort na Owczej Górze. Zaprojektowany został jako fort oddalony twierdzy Kłodzko. Pomysł fortu oddalonego zaczerpnięto z twierdzy w Moguncji. W roku 1743 wybitny fortyfikator, znawca francuskiej szkoły fortyfikacyjnej, generał Gerhard Cornelius de Wallrave sporządził nowe projekty dla miasta Kłodzka. W projekcie ujął budowę fortu na Owczej Górze. Prace rozpoczęto po 1743 roku. Na początku kierował nimi Walrave, który jednak popadł w niełaskę i zastąpiony został przez pułkownika inżyniera Christiana Friedricha von Wredego. To właśnie jemu zawdzięcza się budowę zupełnie nowego, wielkiego fortu na Owczej Górze. Całość prac trwała 19 lat i przyniosła rezultat w postaci silnego fortu, całkowicie zabezpieczającego podejście do twierdzy od wschodniej strony i blokującego dolinę Nysy Kłodzkiej. Z taktycznego punktu widzenia było to najważniejsze przedsięwzięcie, jakie podjęli fortyfikatorzy Twierdzy Kłodzkiej. Po 1750 roku fort wyposażono dodatkowo w cztery lunety: Wodną, Goszycką, Wojciechowicką oraz Nową. Fort z Twierdzą Główną połączono wałem i transzeją, które biegły przez stoki obu wzgórz. Na prawym brzegu Nysy Kłodzkiej, na drodze wrocławskiej usytuowano Bramę Celną. Około 1779 roku wokół Korony Niskiej Fortu Owczej Góry wybudowano płaszcz w postaci siedmioramiennej gwiazdy, który został umocniony skarpowymi kaponierami w kątach kleszczy. Dla Fortu Owczej Góry pod płaszczem fortecznym zaprojektowano skomplikowany system chodników minerskich oraz system podziemnych chodników przeciwminowych wysuniętych w przedpole fortu, umożliwiających skryte podejście i wysadzenie dział przeciwnika.
Ze względu na duże koszty projekt sieci skomplikowanych chodników nie został w pełni zrealizowany, wykonano jedynie część sieci chodników oraz korytarze, piwnice, kazamaty i inne pomieszczenia, w tym drogi ewakuacyjne, z których można było skorzystać w razie zagrożenia. Następne projekty przebudowy realizowano tylko częściowo i nie miały one już większego wpływu na ostateczny kształt budowli. W 1802 roku wybudowano dodatkowy budynek koszarowy (koszary białe) oraz dwupoziomową baterię ze schronem.
Pod koniec XIX wieku rozpoczęto rozbiórkę szańców na przedpolach twierdzy i fortu. Fort nie został nigdy formalnie skasowany i jego umocnienia są zachowane do dziś.
Decyzją wojewódzkiego konserwatora zabytków z dnia 2 grudnia 2002 roku fort został wpisany do rejestru zabytków.

## Architektura
Fort na Owczej Górze stanowił oddalony fort pomocniczy Twierdzy Kłodzko. Składał się z dwóch dużych koron: Korony Niskiej i Korony Wysokiej. Korona Niska miała system kleszczowy oraz narys zwany moguncko-würzburskim, charakteryzujący się cofniętymi barkami bastionów, równoległymi lub prawie równoległymi do ich czół. Koronę Wysoką stanowiła budowla z kazamatami, wyposażona w ziemne przedpiersie z trawersami, której barki połączone były z częściowo skazamatowanymi lunetami. Bastion czołowy korony oraz lunety wyposażone były w kryte zejścia do fosy. Korona Wysoka miała umocnienia w postaci reduty-donżonu, która od czoła osłonięta była ziemnym szańcem. W szyi fort posiadał koszary szyjowe, które mieściły się w dwuramiennym budynku zwanym „czerwonymi koszarami”, oraz charakterystyczny element fortu na Owczej Górze – częściowo skazamatowaną kaponierę szyjową, której zadaniem było osłanianie Bramy Górnej i wjazdu z drogi wrocławskiej, oraz zaopatrzenie fortu w wodę. Druga studnia umieszczona była w lewym barku bastionu Korony Niskiej, co podczas oblężenia narażało ją na szybkie zniszczenie przez ogień artyleryjski.
Większość umocnień wybudowano z łamanego kamienia, częściowo z cegły. Pod względem architektonicznym jest to styl militarny – surowy i pozbawiony jakichkolwiek zdobień. W zachowanych fragmentach fortu są widoczne jedynie ubogie kamienne portale, opasania okien i gzymsy.

## Zadanie umocnienia
Fort na Owczej Górze miał za zadanie uniemożliwić ostrzelanie Twierdzy Głównej ze szczytu wzniesienia, a także ułatwić obserwację wysuniętych północno-wschodnich przedpoli i poprawić kontrolę drogi w kierunku Wrocławia. Do jego funkcji należało też całkowite zabezpieczenie wschodniego podejścia do twierdzy, rozszerzenie „pola widzenia” obrońców od strony wschodniej oraz zablokowanie doliny Nysy Kłodzkiej i drogi na Wrocław.

## Galeria

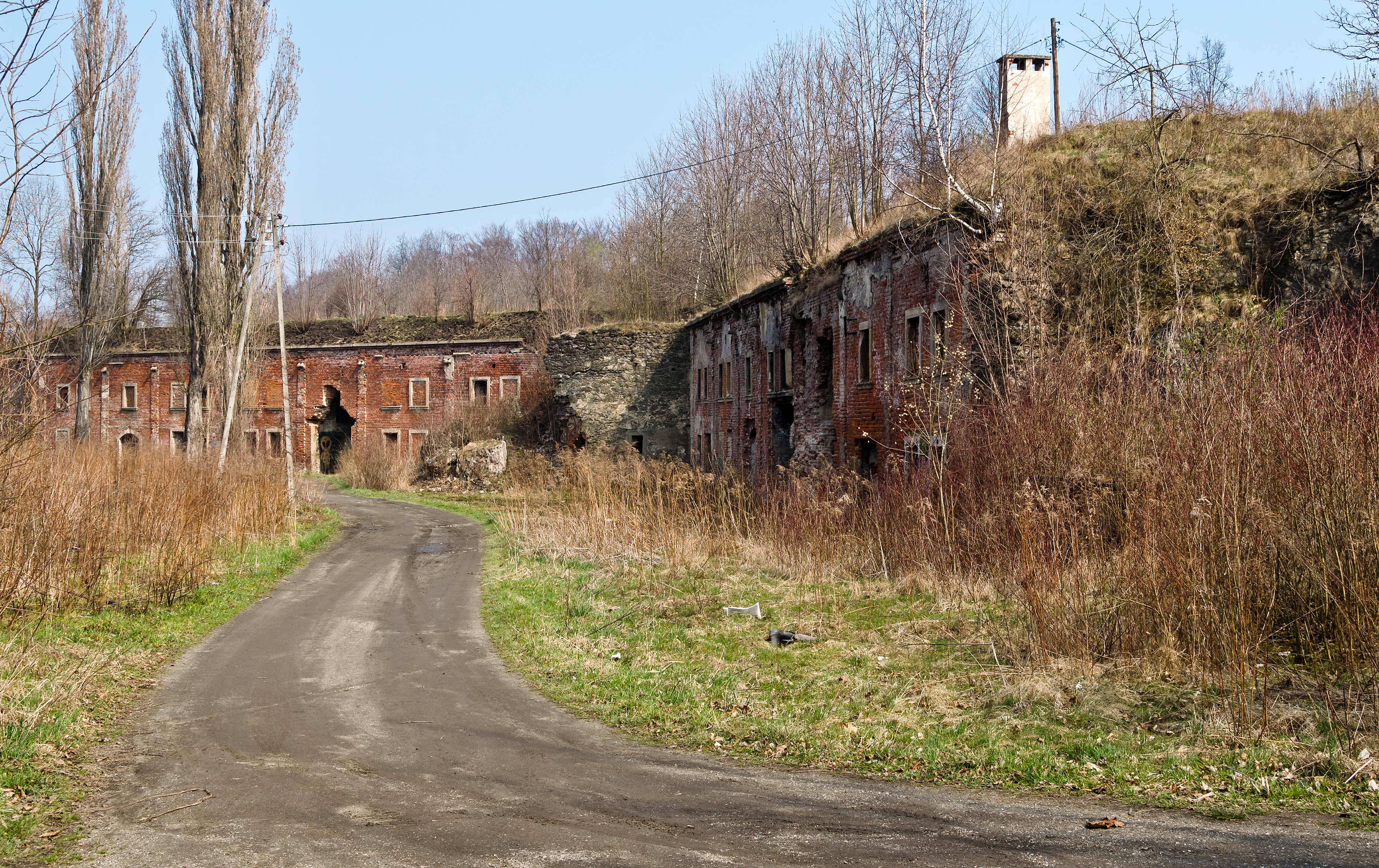
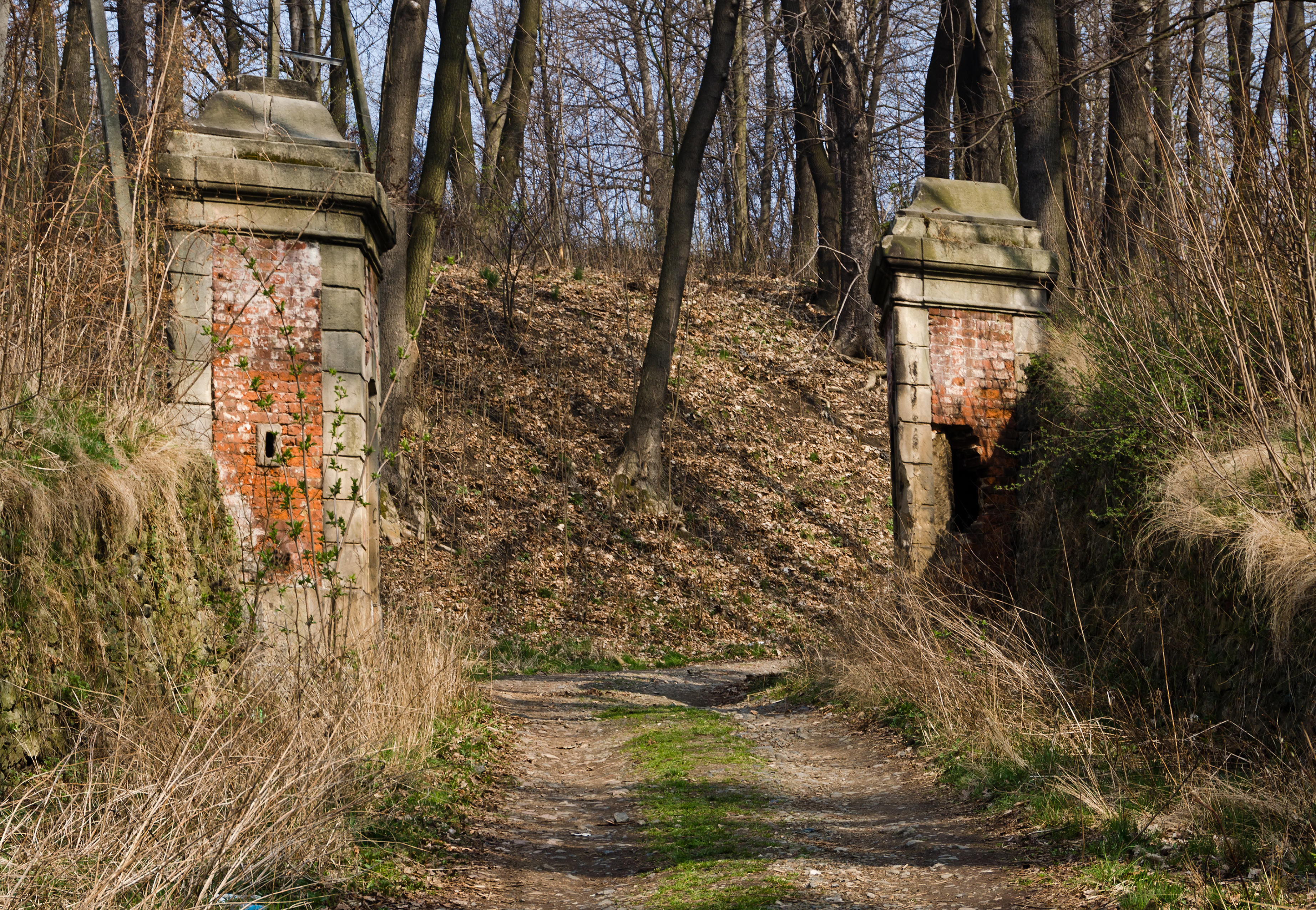
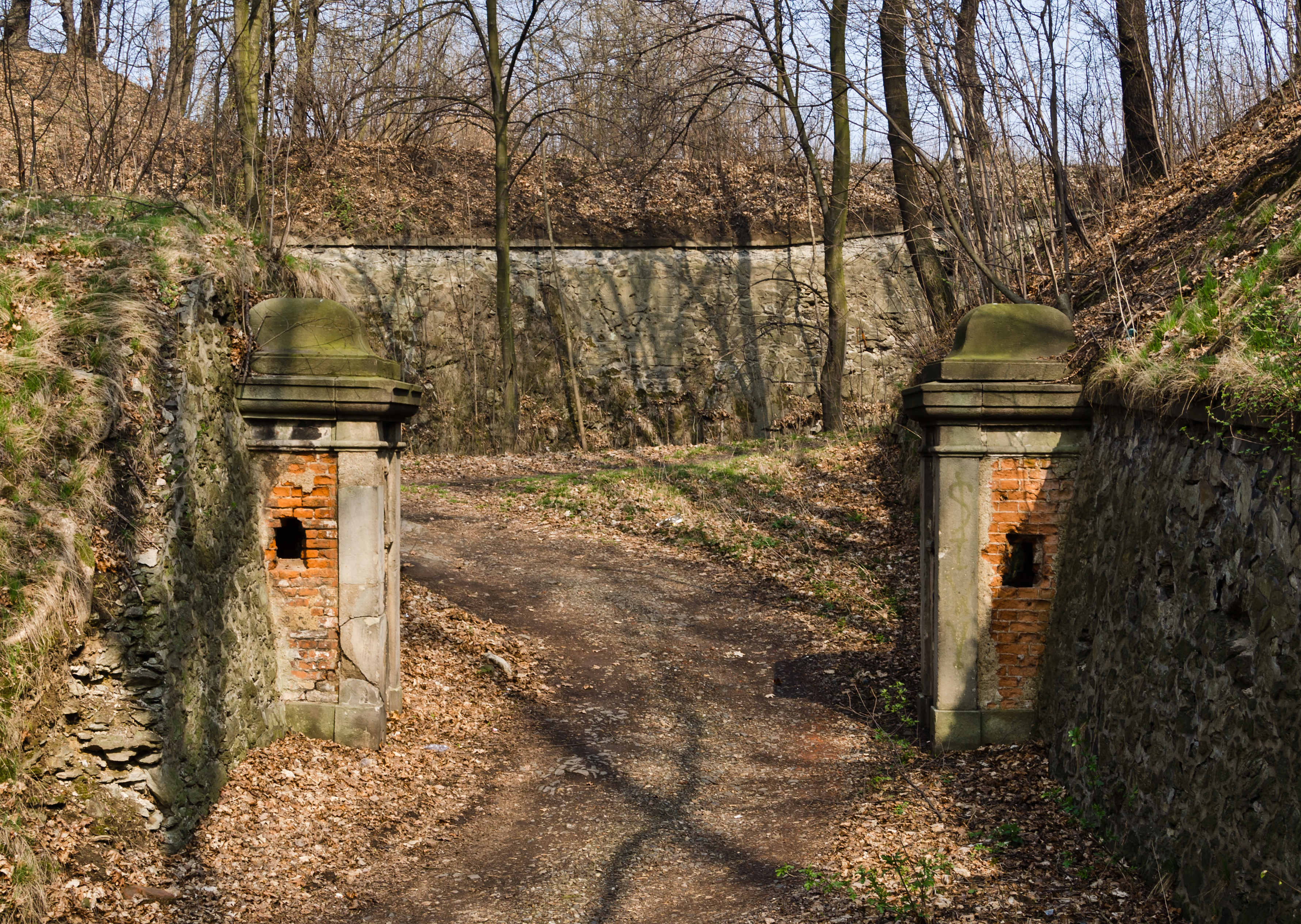
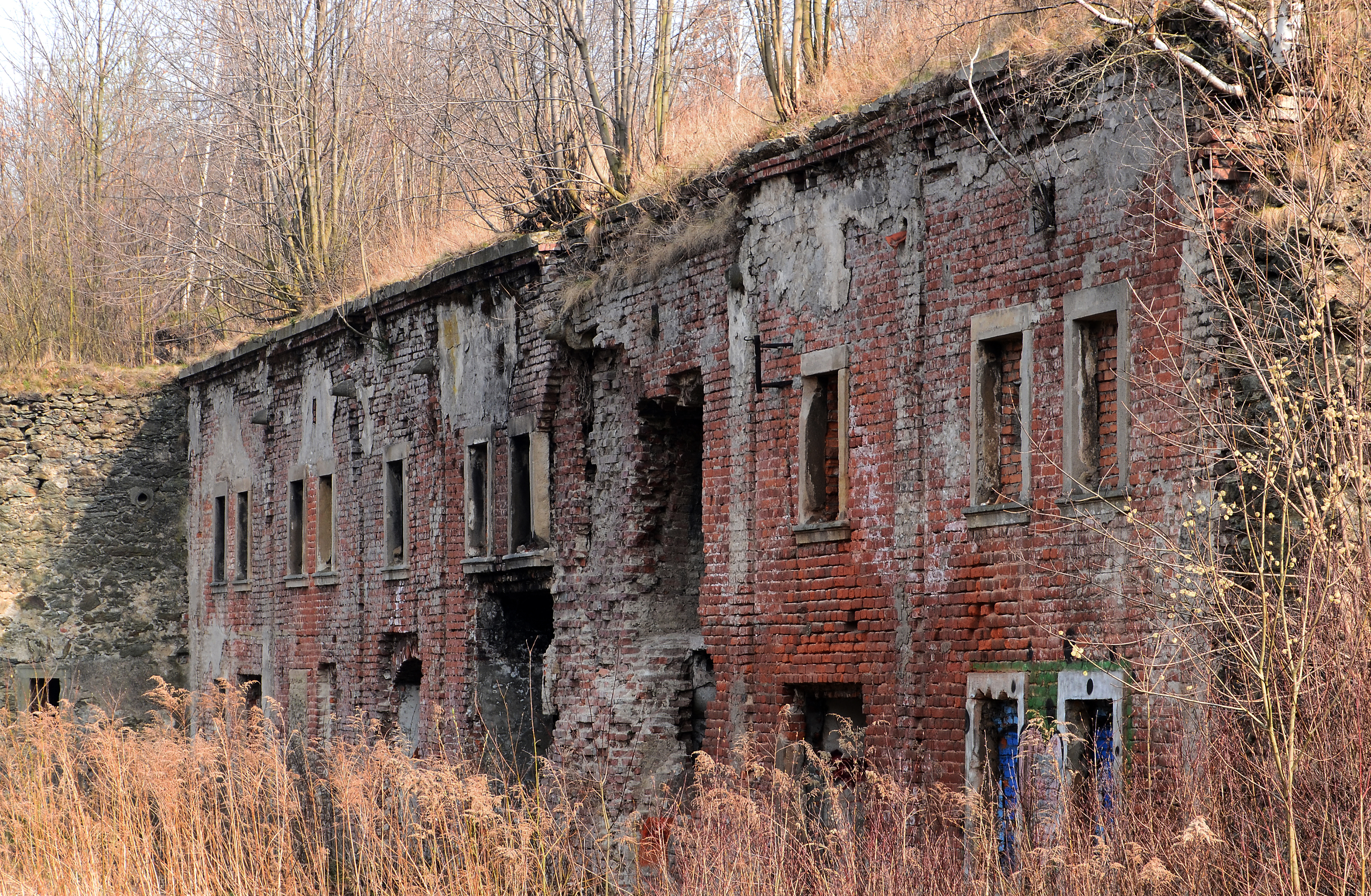
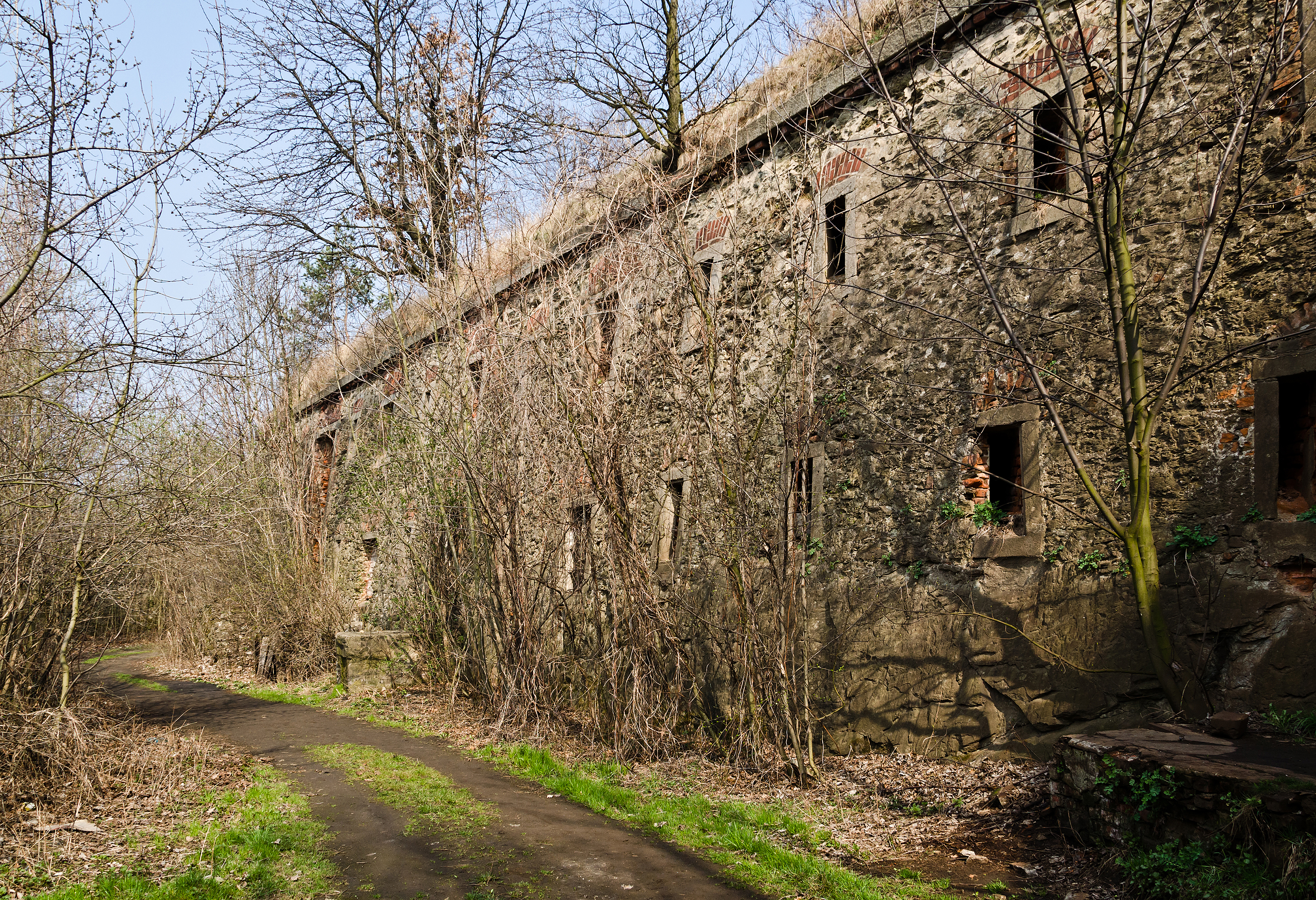
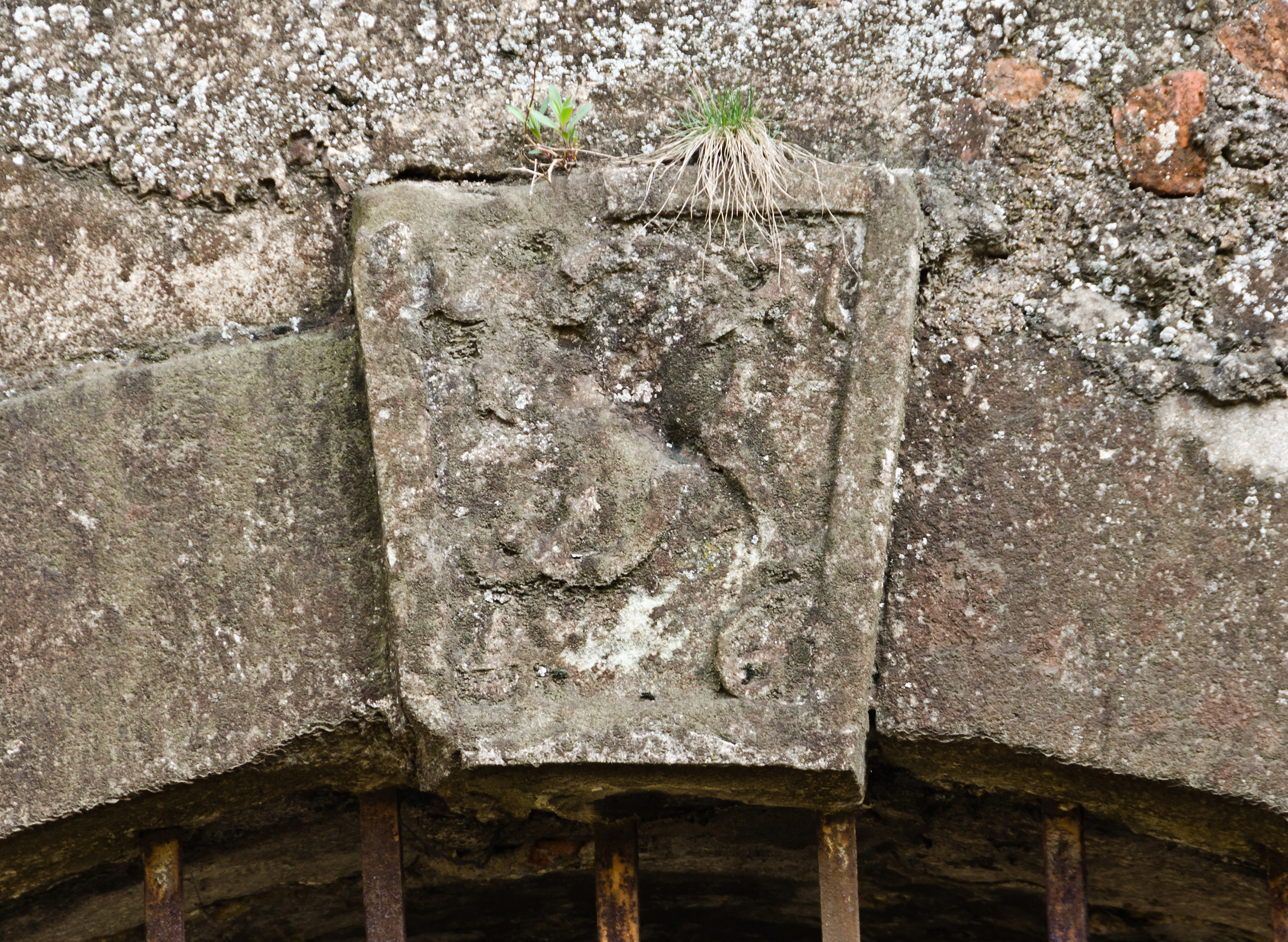
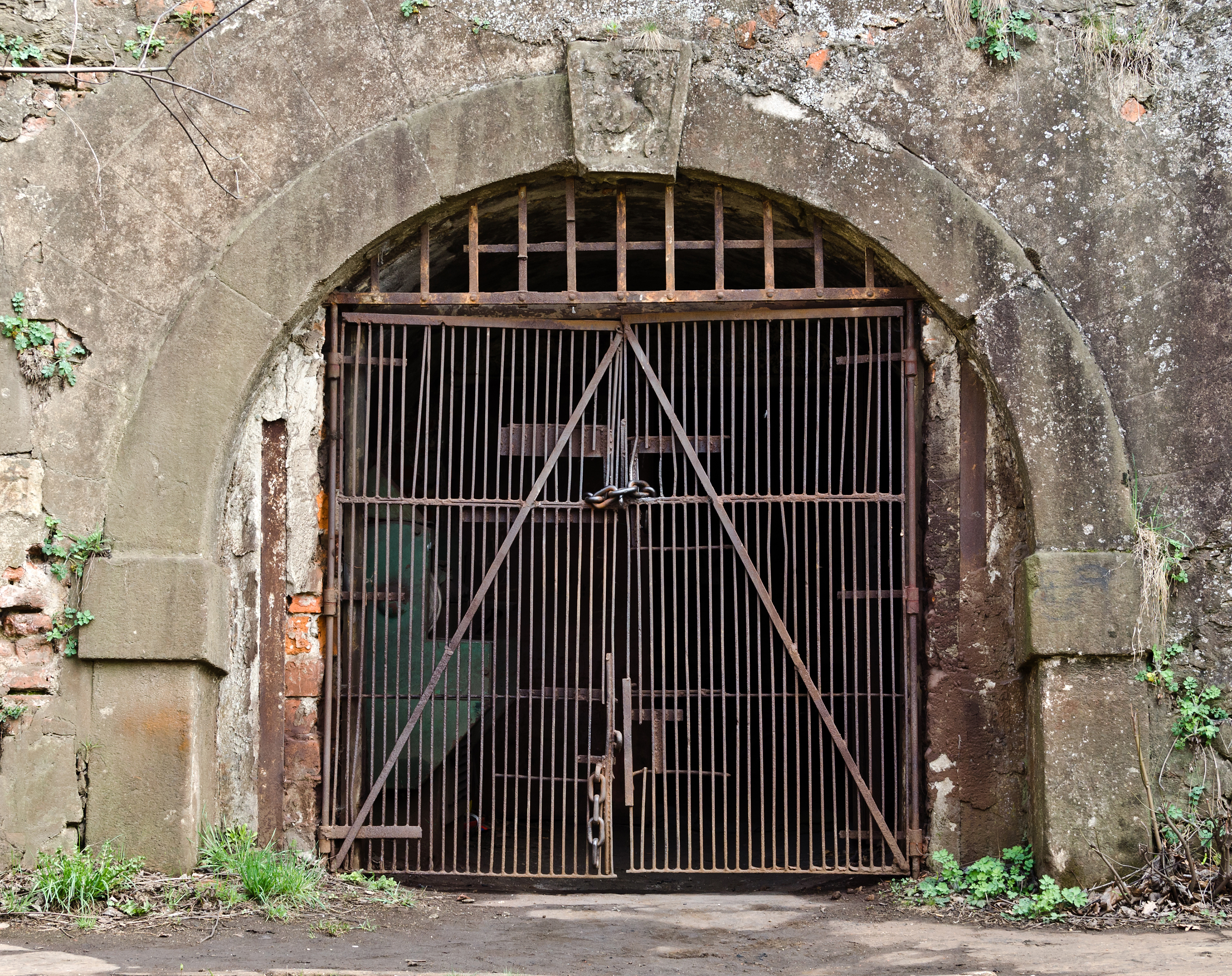
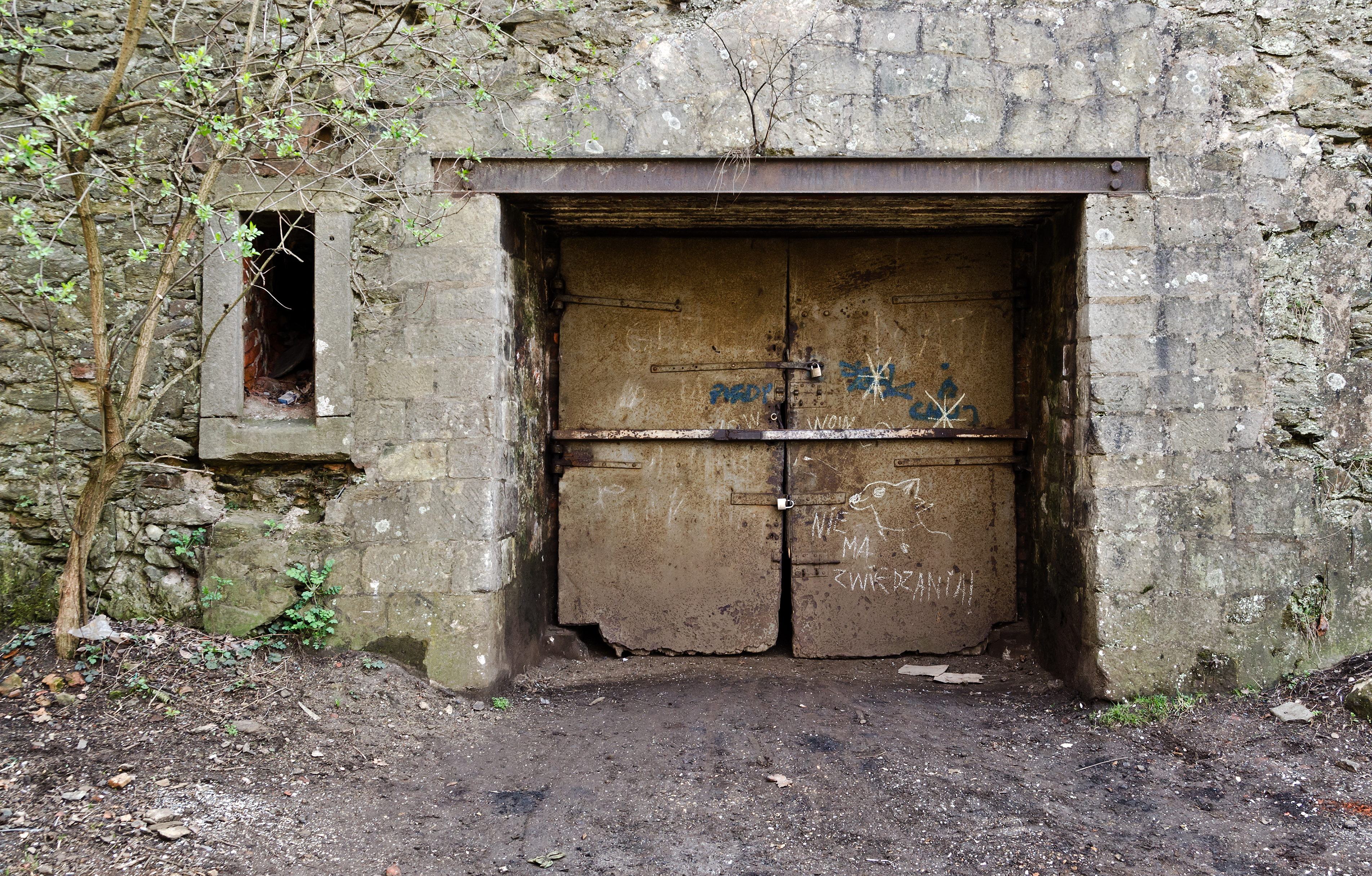
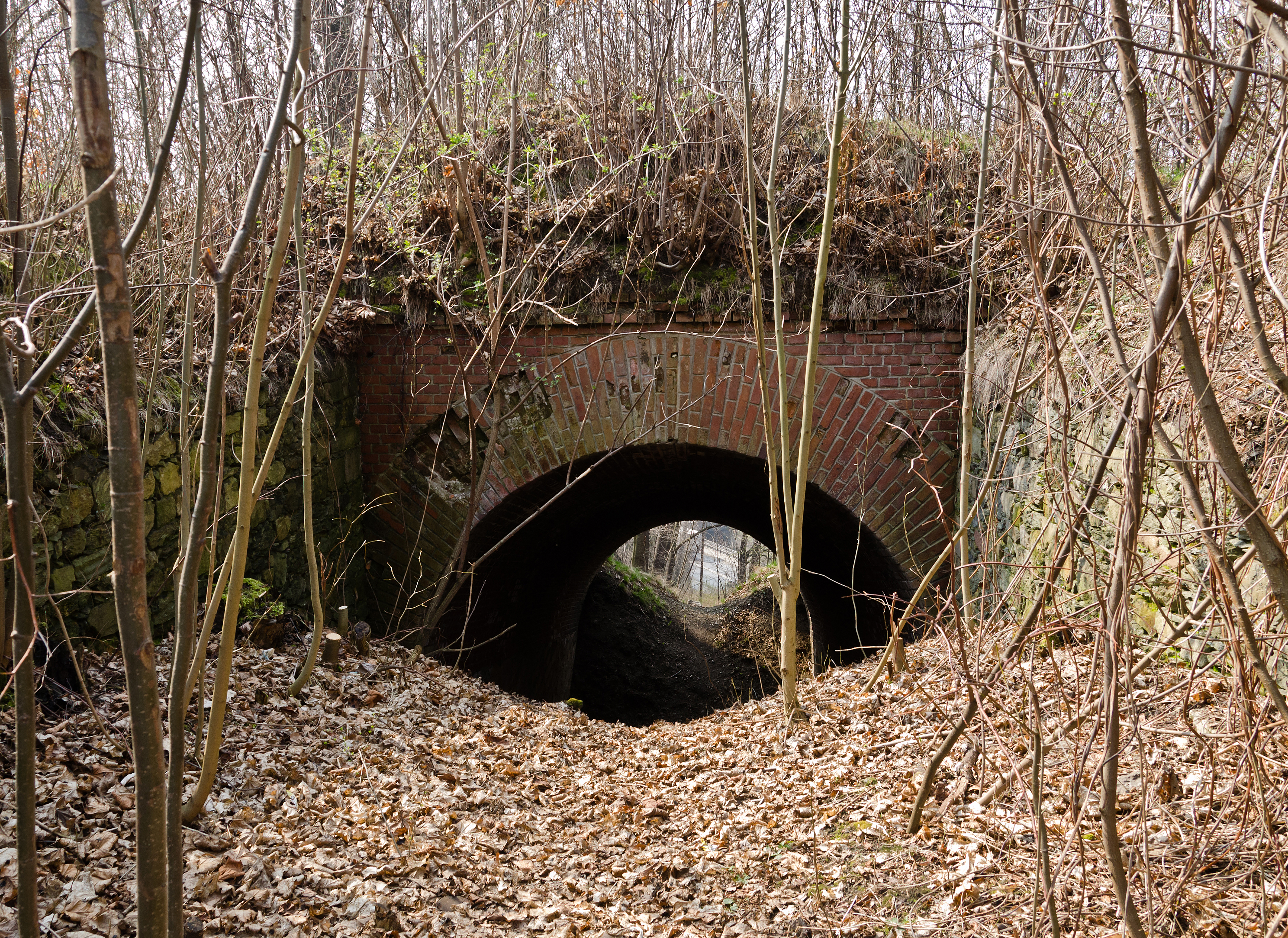
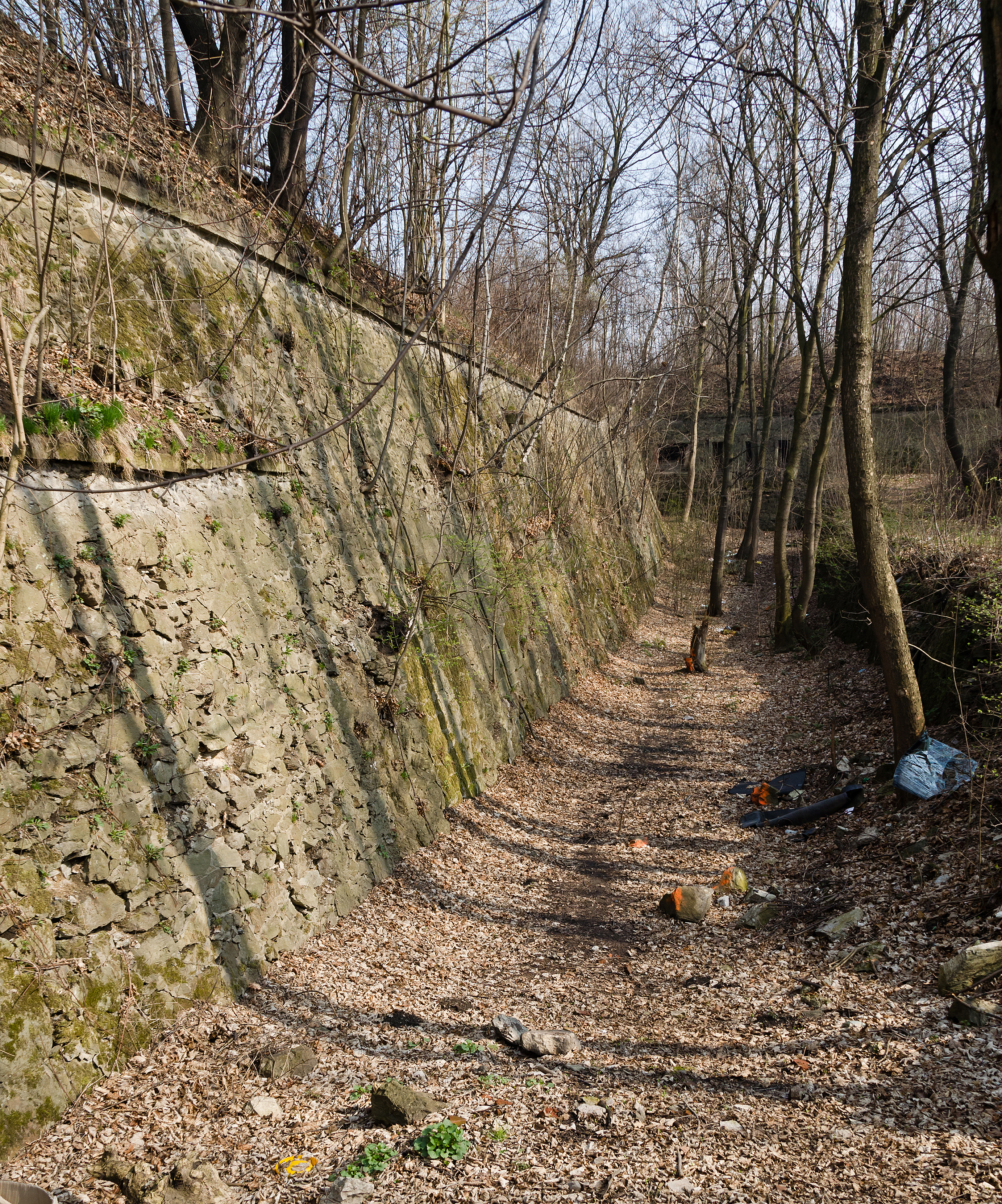